# العلاقات السنغالية الماليزية
العلاقات السنغالية الماليزية هي العلاقات الثنائية التي تجمع بين السنغال وماليزيا.

## مقارنة بين البلدين
هذه مقارنة عامة ومرجعية للدولتين:
| وجه المقارنة                                              | السنغال                                              | ماليزيا       |
| --------------------------------------------------------- | ---------------------------------------------------- | ------------- |
| المساحة (كم2)                                             | 196.72 ألف                                           | 330.29 ألف    |
| عدد السكان (نسمة)                                         | 15.85 مليون                                          | 31.62 مليون   |
| الكثافة السكانية (ن./كم²)                                 | 80.57                                                | 95.73         |
| العاصمة                                                   | داكار                                                | كوالالمبور    |
| اللغة الرسمية                                             | لغة فرنسية، اللغة الولوفية، باديارا ‏، اللغة البلنتية | لغة ماليزية   |
| العملة                                                    | فرنك غرب أفريقي                                      | رينغيت ماليزي |
| الناتج المحلي الإجمالي (بليون دولار)                      | 16.37 مليار                                          | 314.50 مليار  |
| الناتج المحلي الإجمالي (تعادل القوة الشرائية) بليون دولار | 36.62 مليار                                          | 817.43 مليار  |
| الناتج المحلي الإجمالي الاسمي للفرد دولار أمريكي          | 899                                                  | 9.77 ألف      |
| الناتج المحلي الإجمالي للفرد دولار أمريكي                 | 2.33 ألف                                             | 25.64 ألف     |
| مؤشر التنمية البشرية                                      | 0.466                                                | 0.779         |
| رمز المكالمات الدولي                                      | +221                                                 | +60           |
| رمز الإنترنت                                              | .sn                                                  | .my           |
| المنطقة الزمنية                                           | 00                                                   | ت ع م+08:00   |

## منظمات دولية مشتركة
يشترك البلدان في عضوية مجموعة من المنظمات الدولية، منها:
| علم المنظمة | اسم المنظمة                               | تاريخ انضمام السنغال | تاريخ انضمام ماليزيا |
| ----------- | ----------------------------------------- | -------------------- | -------------------- |
|             | مؤسسة التنمية الدولية                     | 31 أغسطس 1962        | 24 سبتمبر 1960       |
|             | يونسكو                                    | 10 نوفمبر 1960       | 16 يونيو 1958        |
|             | وكالة ضمان الاستثمار متعدد الأطراف        | 12 أبريل 1988        | 6 ديسمبر 1991        |
|             | الأمم المتحدة                             | 28 سبتمبر 1960       | 17 سبتمبر 1957       |
|             | الفريق المعني برصد الأرض                  | ?                    | ?                    |
|             | الاتحاد البريدي العالمي                   | ?                    | ?                    |
|             | البنك الدولي للإنشاء والتعمير             | 31 أغسطس 1962        | 7 مارس 1958          |
|             | منظمة التعاون الإسلامي                    | ?                    | ?                    |
|             | منظمة حظر الأسلحة الكيميائية              | ?                    | ?                    |
|             | الاتحاد الدولي للاتصالات                  | 15 نوفمبر 1960       | 3 فبراير 1958        |
|             | مؤسسة التمويل الدولية                     | 31 أغسطس 1962        | 20 مارس 1958         |
|             | المركز الدولي لتسوية المنازعات الاستشارية | 21 مايو 1967         | 14 أكتوبر 1966       |
|             | منظمة التجارة العالمية                    | ?                    | ?                    |
|             | منظمة الشرطة الجنائية الدولية             | ?                    | ?                    |

## وصلات خارجية
- موقع وزارة الخارجية السنغالية
- موقع وزارة الخارجية الماليزية